# 構造特性係数
構造特性係数（こうぞうとくせいけいすう、Ds）は、建築物の構造計算において必要保有水平耐力の値を算出する際に使用する係数である。建築物の地震時における弾塑性挙動（減衰性、靱性等）に伴うエネルギー吸収能力を評価した係数であり、靱性的な構造ほど値は小さくなる。

## 概説
構造設計における耐震計算は、ルート1-3と呼ばれる3つの方法のいずれかに従って行われる。このうち、ルート3では、建築物が塑性変形能力に応じた耐震性能を保有しているかが検討される。具体的には、まず架構形式や耐力壁の負担等から必要な構造特性係数を設定し、構造特性係数を用いて必要保有水平耐力を算出して、建築物の保有水平耐力が必要保有水平耐力以上になるように設計を行う。

## 崩壊メカニズム
構造特性係数Dsを決定するための崩壊形の種類
塑性ヒンジの位置により３種にわかれる
- 全体崩壊形
- 部分崩壊形
- 局部崩壊形

## 鉄骨造のDs値
| ランク | 剛節架構,筋違い種別BAとβu≦0.3 | 筋違い種別BBで0.3<βu かつβu≦0.7,筋違い種別BCで0.3<βu かつβu≦0.5 | 筋違い種別BBで0.7<βu ,筋違い種別BCでβu<0.5 |
| ------ | ----------------------------- | --------------------------------------------------------------- | ------------------------------------------ |
| Ⅰ      | 0.25                          | 0.3                                                             | 0.35                                       |
| Ⅱ      | 0.3                           | 0.35                                                            | 0.4                                        |
| Ⅲ      | 0.35                          | 0.4                                                             | 0.45                                       |
| Ⅳ      | 0.40                          | 0.45                                                            | 0.5                                        |

## 鉄筋コンクリート造のDs値
| ランク | 剛節架構,βu≦0.3 | 0.3<βu かつβu≦0.7 | 0.7<βu |
| ------ | --------------- | ----------------- | ------ |
| Ⅰ      | 0.3             | 0.35              | 0.40   |
| Ⅱ      | 0.35            | 0.40              | 0.45   |
| Ⅲ      | 0.4             | 0.45              | 0.50   |
| Ⅳ      | 0.45            | 0.50              | 0.55   |

### 構造方法に応じた構造特性係数
鉄筋コンクリート造の構造特性係数Ds設定において
架構の靭性と破壊形式の塑性変形能力の設定が重要となる。

### 鉄筋コンクリート造架構の部材種別の判定
- 柱は，せん断破壊，付着割裂破壊及び圧縮糸の脆性破壊
- 梁は，せん断破壊，付着割裂破壊が代表的な脆性破壊

### 破壊を考慮した設計
- {\displaystyle h_{0}/D}

(柱の内法高さ)/(柱幅)
短柱には対角線状のせん断ひび割れに起因する脆性的な破壊を防止するための制限。
- {\displaystyle \sigma _{o}/F_{c}}

(崩壊形に達する場合の柱の断面に生ずる軸方向応力度)/(コンクリートの設計基準強度)
軸方向応カ度が大きい柱では，曲げ応力やせん断に余裕が小さいため、地震時には、曲げ圧縮破壊やせん断圧縮破壊を生じないための制限。
- {\displaystyle p_{t}}引張り鉄筋比

(引張鉄筋)/(梁柱断面積)
付着割裂破壊の防止するための制限。
- {\displaystyle {\frac {\tau _{u}}{F_{c}}}}

(崩壊メカニズム時の平均せん断応力度)/(コンクリートの圧縮強度)
大きなせん断力が限度を超えると，多量の補強筋を施しても優れた靭性を期待しにくくなりための制限。

### 鉄筋コンクリート造耐力壁の部材種別の判定
- 耐力壁基礎回転系の破壊形式

基礎が圧縮破壊し，圧縮側に沈むタイプの場合には，進行性の破壊に至る可能性があるため避けるものとする
- 耐力壁曲げ系の破壊形式

せん断系の破壊形式と比較すれば靭性に富む形式
- 耐力壁せん断系の破壊形式

耐力壁の脆性破壊形式の最も典型

### 破壊を考慮した設計
- {\displaystyle {\frac {\tau _{u}}{F_{c}}}}

(崩壊メカニズム時の平均せん断応力度)/(コンクリートの圧縮強度)
{\displaystyle \tau _{u}}:(崩壊メカニズム時のせん断力)/(耐力壁の壁厚と耐力壁側柱の中心間距離)
大きなせん断力が限度を超えると，多量の補強筋を施しても優れた靭性を期待しにくくなりための制限。

### 各鉛直部材のせん断力分担率
前記部材種別から，鉄筋コンクリート造については，架構の中で鉛直部材の負担する水平力の大小により，部材群の種別をランクに区分している。